# 큰곳
큰곳은 포석상 가치가 큰 세력 형성의 요처 또는 실리를 확보할 수 있는 중요한 곳을 뜻한다. 참고로, 큰곳은 근거를 위협하거나 노림수가 있는 곳, 안정보다 실리를 우선하는 곳, '집이 완성되는 곳' 등이다.